# Daniel Alexandru David
Daniel Alexandru David (n. 3 octombrie 1983)  este un jucător de fotbal român, care în prezent joacă pentru echipa Gostaresh Foolad Novin. A activat pentru șase luni și la Oțelul Galați.